# تویستن (کالیفرنیا)
تویستن (به انگلیسی: Teviston) یک منطقهٔ مسکونی در ایالات متحده آمریکا است که در شهرستان تولار، کالیفرنیا واقع شده‌است. تویستن ۵٫۶۲۳ کیلومتر مربع مساحت و ۱٬۲۱۴ نفر جمعیت دارد و ۸۲٫۹۱ متر بالاتر از سطح دریا واقع شده‌است.